# Tipula (Lunatipula) filamentosa
Tipula (Lunatipula) filamentosa is een tweevleugelige uit de familie langpootmuggen (Tipulidae). De soort komt voor in het Nearctisch gebied.